# Afife Kadin
Afife Kadin, född 1682, död efter 1718, var en gemål (slavkonkubin) till den osmanska sultanen Mustafa II. 
Hon uppges ha varit från Serbien. Hon föll offer för slavhandeln på Krim och hamnade i det kejserliga osmanska haremet, där hon blev konkubin till sultanen 1695. Hon uppges ha varit hans favorit. Hon blev mor till sex barn med sultanen. 